# Ciaran Madden
Pour les articles homonymes, voir Ciaran.
Ciaran Madden est une actrice de télévision britannique née le 27 décembre 1942, qui apparait pour la première fois à la télévision en 1966. Elle a joué le rôle d'Ophélie (Hamlet) en 1970, en 1971, celui de Marianne Dashwood dans Sense and Sensibility, celui de Mme Maigret, dans quatre épisodes de 1992 de la série britannique Maigret, où le commissaire est joué par Michael Gambon.

## Filmographie sélective
- 1969 : Wolfshead: The Legend of Robin Hood de John Hough
- 1971 : Sense and Sensibility.  Marianne. Dans le premier épisode, (Adieu à Norland), elle chante David of the White Rock (Dafydd y Garreg Wen), un air traditionnel irlandais du XVIIIe siècle.
- 1989 : Hercule Poirot ("Vol au château") (série TV) : Lady Mayfield
- 1992 : Maigret Sets a Trap (Maigret tend un piège)
- 1992 : Maigret and the Mad Woman (Maigret et la grande Perche)
- 1992 : Maigret and the Burglar's Wife (La Folle de Maigret)
- 1992 : The Patience of Maigret (La Patience de Maigret)

Dans les quatre épisodes, elle incarne Mme Maigret.